# Nachtjagdgeschwader 2
A Nachtjagdgeschwader 2 foi uma unidade de Caça Noturna da Luftwaffe durante a Segunda Guerra Mundial.

## Geschwaderkommodoren
- Obstlt Karl Hülshoff, 1 de Novembro de 1941 - 31 de Dezembro de 1943[1]
- Major Heinrich Prince zu Sayn-Wittgenstein, 1 d Janeiro de 1944 - 21 de Janeiro de 1944
- Oberst Günther Radusch, 4 de Fevereiro de 1944 - 11 de Novembro de 1944
- Major Paul Semrau, 12 de Novembro de 1944 - 8 de Fevereiro de 1945
- Obstlt Wolfgang Thimmig, 8 de Fevereiro de 1945 - 5 de Maio de 1945

## Stab
Formado em 1 de Novembro de 1941 em Gilze Rijen.

## I. Gruppe

### Gruppenkommandeure
- Hptm Karl-Heinrich Heyse, 1 de Setembro de 1940 - 23 de Novembro de 1940
- Major Karl Hülshoff, 24 de Novembro de 1940 - 31 de Outubro de 1941
- Major Erich Jung, 1 de Novembro de 1941 - Dezembro de 1943
- Hptm Franz Buschmann, 12.43 - 1.44
- Hptm Albert Schulz, Janeiro de 1944 - 31 de Janeiro de 1944
- Hptm Wolfgang von Niebelschütz, 31 de Janeiro de 1944 - 20 de Fevereiro de 1944
- Hptm Ernst Zechlin, 20 de Fevereiro de 1944 - 12 de Maio de 1944
- Hptm Gerhard Rath, 12 de Maio de 1944 - 8 de Maio de 1945

Formado em 1 de Setembro de 1940 em Gilze-Rijen a partir do II./NJG 1 com:
- Stab I./NJG2 a partir do Stab II./NJG1
- 1./NJG2 a partir do 4./NJG1 with Ju 88C-1
- 2./NJG2 a partir do 5./NJG1 with Do 17Z-7/10
- 3./NJG2 a partir do 6./NJG1 with Ju 88C-2

Em 1 de Outubro de 1942 o 1./NJG2 foi redesignado 5./NJG2 e um novo 1./NJG2 foi criado a partir dos restos do I./NJG2.
Em Novembro de 1942 o 1./NJG2 foi redesignado 10./NJG 3 e uma nova unidade foi criada a partir dos restos da I./NJG2.

## II. Gruppe

### Gruppenkommandeure
- Major Helmut Lent, 1 de Novembro de 1941 - 1 de Outubro de 1942
- Hptm Herbert Bönsch, 2 de Outubro de 1942 - Dezembro de 1942
- Hptm Dr. Horst Patuschka, 3 de Dezembro de 1942 - 6 de Março de 1943
- Hptm Herbert Sewing, 7 de Março de 1943 - Dezembro de 1943
- Maj Heinrich Prince zu Sayn-Wittgenstein, Dezembro de 1943 - 1 de Janeiro de 1944
- Maj Paul Semrau, 1 de Janeiro de 1944 - 1 de Novembro de 1944
- Hptm Heinz-Horst Hissbach, 1 de Novembro de 1944 - 14 de Abril de 1945
- Hptm Franz Brinkhaus, 15 de Abril de 1945 - 8 de Maio de 1945

O 4./NJG2 foi formado em Novembro de 1940 em Gilze Rijen a partir do 1./ZG 2. Em Novembro de 1941 o staffel foi movido para Catania, permanecendo por lá até 25 de Fevereiro de 1942 (anexado ao I./NJG2 Novembro de 1940 - Fevereiro de 1942), quando foi trazida de volta para Leeuwarden e entrou para o II./NJG2.
O Stab II./NJG2 foi formado em 1 de Novembro de 1941 em Leeuwarden com:
- Stab II./NJG2 novo
- 4./NJG2 (anexado ao I./NJG2 até 25.2.42)
- 5./NJG2 a partir do 4./NJG 1
- 6./NJG2 novo

Em 1 de Outubro de 1942 foi redesignado IV./NJG 1:
- Stab II./NJG2 se tornou Stab IV./NJG1
- 4./NJG2 se tornou 2./NJG3
- 5./NJG2 se tornou 11./NJG2
- 6./NJG2 se tornou 12./NJG1

Foi reformado em 1 de Outubro de 1942 em Gilze Rijen a partir do III./NJG2 com:
- Stab II./NJG2 a partir do Stab III./NJG2
- 4./NJG2 a partir do 7./NJG2
- 5./NJG2 a partir do 1./NJG2

6./NJG2 foi formado em 28 de Agosto de 1943 a partir do 2./NJG2.

## III. Gruppe

### Gruppenkommandeure
- Hptm Herbert Bönsch, 3 de Abril de 1942 - 1 de Agosto de 1942
- Maj Paul Semrau, Agosto de 1943 - 1 de Novembro de 1944
- Maj Berthold Ney, 1 de Novembro de 1944 - Novembro de 1944
- Hptm Heinz Ferger, Novembro de 1944 - 10 de Abril de 1945
- Hptm Hans-Hermann Merker, 11 de Abril de 1945 - 8 de Maio de 1945

Formado em Março de 1942 em Gilze Rijen com as novas unidades:
Stab III e 7./NJG2 em Março de 1942
8./NJG2 em Maio de 1942
9./NJG2 em Junho de 1942
Em Julho de 1942 o 7./NJG2 foi movido para Grove (Karup).
Em 1 de Outubro de 1942 foi redesignado II./NJG2:
- Stab III./NJG2 se tornou Stab II./NJG2
- 7./NJG2 se tornou 4./NJG2
- 8./NJG2 se tornou 10./NJG1
- 9./NJG2 se tornou 11./NJG3

Reformado em 15 de Agosto de 1943 em Stuttgart/Nellingen a partir do V./NJG 6 com:
- Stab III./NJG2 a partir do Stab V./NJG6
- 7./NJG2 a partir do 13./NJG6
- 8./NJG2 a partir do 14./NJG6
- 9./NJG2 a partir do 15./NJG6

Em Setembro de 1944 o 9./NJG2 absorveu o Luftbeobachtungsstaffel 3. Em 30 de Outubro de 1944 III./NJG2 foi redesignado IV./NJG 3:
- Stab III./NJG2 se tornou Stab IV./NJG3
- 7./NJG2 se tornou 10./NJG3
- 8./NJG2 se tornou 11./NJG3
- 9./NJG2 se tornou 12./NJG3

Logo em seguida um novo III./NJG2 foi formado a partir do antigo IV./NJG3 com:
- Stab III./NJG2 a partir do Stab IV./NJG3
- 7./NJG2 a partir do 10./NJG3
- 8./NJG2 a partir do 11./NJG3
- 9./NJG2 a partir do 12./NJG3

## IV. Gruppe

### Gruppenkommandeur
- Hptm Bengsch, Outubro de 1944 - Fevereiro de 1945[1]

Formado em 30 de Outubro de 1944 em Münster-Handorf a partir do I./NJG 7 com:
- Stab IV./NJG2 a partir do Stab I./NJG7
- 10./NJG2 a partir do 1./NJG7
- 11./NJG2 a partir do 2./NJG7
- 12./NJG2 a partir do 3./NJG7

Em 23 de Fevereiro de 1945 foi redesignado NSGr.30:
- Stab IV./NJG2 se tornou Stab/NSGr.30
- 10./NJG2 se tornou 1./NSGr.30
- 11./NJG2 se tornou 2./NSGr.30
- 12./NJG2 se tornou 3./NSGr.30

## V. Gruppe

### Gruppenkommandeur
- Maj Albert Schreiweis, 1 de Dezembro de 1944 - 29 de Abril de 1945[1]

Formado em 1 de Dezembro de 1944 a partir do III./kg 2 com:
- Stab V./NJG2 a partir do Stab III./KG2
- 13./NJG2 a partir do 7./KG2
- 14./NJG2 a partir do 8./KG2
- 15./NJG2 a partir do 9./KG2

Foi dispensado em 29 de Abril de 1945.

## Ergänzungsstaffel

### Staffelkapitäne
- Hptm Albrecht Wolter, 6 de Julho de 1942 - 14 de Outubro de 1943[1]

Formado em Outubro de 1940 em Gilze Rijen (somente tornado oficial em Agosto de 1941). Foi dispensado em 14 de Outubro de 1943.

## Schulstaffel
Formado em 7 de Outubro de 1944 em Parchim a partir do 5./NJG2.
Em Dezembro de 1944 foi redesignado 16./NJG2 e em 1 de Janeiro de 1945 se tornou Stabsstaffel/NJG2.

## Membros Notáveis
- Helmut Lent (Recebedor da Cruz de Cavaleiro da Cruz de Ferro com Folhas de Carvalho, Espadas e Diamantes)
- Prince Heinrich of Sayn-Wittgenstein-Sayn (Major, 83 vitórias noturnas)